# Daushof
Daushof ist ein Ortsteil der Gemeinde Much im Rhein-Sieg-Kreis.

## Lage
Daushof liegt nördlich von Much auf den Hängen des Bergischen Landes. Nachbarorte sind Tillinghausen im Süden und Oberheiden im Westen. Zusammen mit der Dorfgemeinschaft Tillinghausen findet einmal im Monat ein Frauenkaffee statt.

## Einwohner
1830 wohnten auf dem Hof vier Personen.
1901 hatte der Hof fünf Einwohner. Hier lebte die Familie des Ackerers Friedrich Wilhelm Weber.
Eine schlesische Familie wurde 1949 aus ihrer Heimat vertrieben und fand 1953 in Daushof ein neues Zuhause. Bis heute betreiben sie eine Nebenerwerbslandwirtschaft als Feierabendbauern.